# Sidney Sanders McMath
Sidney Sanders McMath, ameriški general, politik, pravnik, * 14. junij 1912, † 4. oktober 2003.